# Mlake, Metlika
Mlake so naselje v Občini Metlika.